# Breathe Me
«Breathe Me» (с англ. — «Дыши мной») ― сингл австралийской певицы Сии, вошедший в альбом Colour the Small One. Сингл разошёлся тиражом более 1,2 миллиона копий в США. Песня стала популярной на альтернативном радио и использовалась во многих средствах массовой информации.

## Критика
Журнал Rolling Stone назвал песню нежной и запоминающейся. Она получила положительные отзывы в течение многих лет с момента её выхода, будучи описанной как красивая и трогательная.

## Успех
В США сингл достиг 71-го места 1 мая 2004 года. Он также достиг 19-го места в Дании в 2011 году и 81-го места во Франции в 2012 году. В США трек занял 24-е место в чарте Rock Digital Songs, компонентном чарте журнала Billboard.

## Видеоклип
Официальное музыкальное видео было снято режиссёром Дэниелом Аскиллом в течение трех дней в тематическом отеле в Лондоне и состоит из более чем 2500 отдельных снимков, сделанных полароидом.

## Трек-лист
- Maxi CD Pt.1

1. «Breathe Me» — 4:32
2. «Sea Shells» — 4:52

- Maxi CD Pt.2

1. «Breathe Me» — 4:34
2. «Breathe Me (Four Tet remix)» — 5:01
3. «Breathe Me (Ulrich Schnauss remix)» — 4:57
4. «Breathe Me (Mylo remix)» — 6:22
5. «Breathe Me (Mr. Dan remix)» — 4:38

- 10" Pt.1[6]

1. A: «Breathe Me (Four Tet remix)» — 5:01
2. B: «Where I Belong (Hot Chip remix)» — 5:03

- 10" Pt.2

1. A: «Breathe Me (Ulrich Schnauss remix)» — 4:57
2. B: «Numb (Leila remix)» — 4:14

- 12" Single[6]

1. A1 «Breathe Me (Mylo remix)» — 6:22
2. A2 «Breathe Me (Ulrich Schnauss remix)» — 4:57
3. B1 «Breathe Me (Four Tet remix)» — 5:01
4. B2 «Breathe Me (Mr. Dan remix)» — 4:38

## Чарты и сертификации
| Чарт                              | Высшая позиция |
| --------------------------------- | -------------- |
| Дания (Tracklisten)               | 19             |
| Франция (SNEP)                    | 81             |
| UK Singles Chart                  | 71             |
| US Rock Digital Songs (Billboard) | 24             |

| Регион                                                                      | Сертификация | Продажи   |
| --------------------------------------------------------------------------- | ------------ | --------- |
| Дания (IFPI Danmark)                                                        | Золотой      | 45 000    |
| Великобритания (BPI)                                                        | Золотой      | 400 000   |
| США                                                                         | —            | 1,200,000 |
| Данные о продажах + прослушиваниях приведены только на основе сертификации. |              |           |

## Использование в массовой культуре
Песня прозвучала в таких сериалах, как «C.S.I.: Место преступления Майами», «Вероника Марс», «Плохие», «Тайный дневник девушки по вызову», «Холлиокс», «Оранжевый — хит сезона» и других.